# Семейство Региниты
Семейство Региниты — небольшое семейство астероидов, расположенное в главном поясе. Семейство названо в честь первого астероида, классифицированного в эту группу — (1117) Регинита.

## Крупнейшие астероиды этого семейства
| Имя             | Диаметр | Большая полуось | Наклонение орбиты | Эксцентриситет орбиты | Год открытия |
| --------------- | ------- | --------------- | ----------------- | --------------------- | ------------ |
| (1117) Регинита | ?       | 2,247 а. е.     | 4,339 °           | 0,198                 | 1927         |
| (3989) Один     | ?       | 2,257 а. е.     | 3,470 °           | 0,186                 | 1986         |